# دوكان! روبوتيندون
دوكّان! روبوتيندون هو مسلسل أنمي من إنتاج استوديو تاتسونكو برودكشن.

## ملخص القصة
روبوتيندون هو فتى آلي غريب يقرر الذهاب إلى مطعم ياباني في طوكيو يُدعى غوروجورومي، يعرض العمل فيه مقابل ثمن كل وجبة يخطط لتناولها. يتميّز روبوتيندون بالقوة واللطافة، ويتحرك بسرعة البرق، ويستخدم الأرز كمصدر للطاقة. تدور أحداث السلسلة حول روبوتيندون وعائلة كامادا، مالكي المطعم، وابنهما غراتان، وصديقته سالاد نابو.

## طاقم الشخصيات
- ميغومي هاياشيبارا بدور روبوتيندون.
- إيكوي أوتاني بدور تاباشوكو.
- جين يامانوي بدور أوغارليك.
- مينامي تاكاياما بدور غراتين كامايدا.
- توموكو كاواكامي بدور سالاد نابو.